# Омар Ель-Хілялі
Ома́р Ель-Хілялі́ Хая́т (ісп. Omar El Hilali Khayat, араб. عمر الهلالي; нар. 3 вересня 2003) — марокканський футболіст, захисник іспанського клубу «Еспаньйол».

## Клубна кар'єра
Виступав за юнацьку команду «Санта-Еулалія», звідки 2016 року приєднався до академії клубу «Еспаньйол» у віці 13 років. 18 жовтня 2020 року дебютував за резервну команду в матчі Сегунди Дивізіону Б проти «Прата».
4 квітня 2021 року дебютував в основному складі «Еспаньйола» в матчі Сегунди проти «Альбасете», вийшовши на заміну Оскару Хілю. За підсумками сезону допоміг команді вийти до еліти. 4 вересня 2022 року в матчі проти «Атлетіка» (Більбао) дебютував у Ла-Лізі.
14 грудня 2023 року продовжив контракт з клубом до літа 2027 року.

## Кар'єра в збірній
Виступав за збірні Марокко до 20 і до 23 років. 2021 року в складі збірної до 20 років виступав на молодіжному Кубку африканських націй в Мавританії. На турнірі провів два матчі, а його команда вибула на стадії чвертьфіналу від збірної Тунісу.
Влітку 2023 року потрапив в заявку збірної до 23 років на молодіжний Кубок африканських націй, що проходив в Марокко. На турнірі зіграв два поєдинки, допомігши своїй команді виграти чемпіонат, здолавши у фіналі збірну Єгипту.
14 березня 2025 року вперше викликаний до збірної Марокко головним тренером Валідом Реграгі для участі в матчах відбіркового турніру до чемпіонату світу 2026 проти збірних Нігеру і Танзанії.

## Статистика виступів
Станом на 24 травня 2025 
| Клуб              | Сезон             | Чемпіонат           | Чемпіонат | Чемпіонат | Кубок | Кубок | Єврокубки | Єврокубки | Інші  | Інші | Всього | Всього |
| Клуб              | Сезон             | Дивізіон            | Матчі     | Голи      | Матчі | Голи  | Матчі     | Голи      | Матчі | Голи | Матчі  | Голи   |
| ----------------- | ----------------- | ------------------- | --------- | --------- | ----- | ----- | --------- | --------- | ----- | ---- | ------ | ------ |
| Еспаньйол Б       | 2020–21           | Сегунда Дивізіон Б  | 17        | 0         | —     | —     | —         | —         | —     | —    | 17     | 0      |
| Еспаньйол Б       | 2021–22           | Сегунда Федерасьйон | 31        | 0         | —     | —     | —         | —         | —     | —    | 31     | 0      |
| Еспаньйол Б       | 2022–23           | Сегунда Федерасьйон | 13        | 0         | —     | —     | —         | —         | —     | —    | 13     | 0      |
| Еспаньйол Б       | Всього            | Всього              | 61        | 0         | 0     | 0     | 0         | 0         | 0     | 0    | 61     | 0      |
| Еспаньйол         | 2020–21           | Сегунда Дивізіон    | 3         | 0         | 0     | 0     | —         | —         | —     | —    | 3      | 0      |
| Еспаньйол         | 2022–23           | Ла-Ліга             | 5         | 0         | 1     | 0     | —         | —         | —     | —    | 6      | 0      |
| Еспаньйол         | 2023–24           | Сегунда Дивізіон    | 39        | 0         | 2     | 0     | —         | —         | —     | —    | 41     | 0      |
| Еспаньйол         | 2024–25           | Ла-Ліга             | 36        | 0         | 1     | 0     | —         | —         | —     | —    | 37     | 0      |
| Еспаньйол         | Всього            | Всього              | 83        | 0         | 4     | 0     | 0         | 0         | 0     | 0    | 87     | 0      |
| Всього за кар'єру | Всього за кар'єру | Всього за кар'єру   | 144       | 0         | 4     | 0     | 0         | 0         | 0     | 0    | 148    | 0      |

## Досягнення
«Еспаньйол»
- Переможець Сегунди Дивізіону: 2020–21

Збірна Марокко (до 23)
- Переможець молодіжного Кубка африканських націй (до 23): 2023[14]